# Service national de météorologie et d'hydrologie du Pérou
Servicio Nacional de Meteorología e Hidrología del Perú
Le Service national météorologique et hydrologique du Pérou (Senamhi) est un organisme technique spécialisé de l'État péruvien qui fournit des informations sur les prévisions météorologiques, ainsi que des conseils et des études scientifiques dans les domaines de l'hydrologie, de la [météorologie] , de l'agrométéorologie et des affaires environnementales.

## Histoire
Le Senamhi a été créé par le décret-loi n° 17532, du 25 mars 1969, en tant qu'organisme public décentralisé. Ses activités météorologiques et hydrologiques étaient sous la responsabilité des ministères des Travaux publics et du Développement, de l'Aéronautique et de l'Agriculture, ainsi que de CORPAC.
La loi organique du Senamhi a été promulguée par la loi n° 24031, du 14 décembre 1984, en tant qu'OPD du ministère de l'Aéronautique et plus tard du ministère de la Défense. Depuis le 13 mai 2008, il fait partie du ministère de l'Environnement conformément au décret législatif n° 1013.

## Organisation
Le Senamhi comporte 4 directions :
- Météorologie et évaluation environnementale atmosphérique qui chargé de de la surveillance et la prévision des phénomènes météorologiques à court terme, la prévision climatique et l’élaboration de scénarios de changement climatique ;
- Hydrologie qui chargé de la surveillance et des prévisions hydrologiques à différentes échelles de temps ;
- Agrométéorologie est chargé de de la réalisation d'activités de surveillance et de prévisions agrométéorologiques ;
- réseaux d'Observation et de données est l'organisme hiérarchique dirige l'administration et la maintenance du réseau national de stations météorologiques, hydrologiques ainsi que des archives nationales d'informations dans ces domaines.

Le Senamhi compte aussi 13 bureaux régionaux de ces 4 directions